# Crenitis snoqualmie
Crenitis snoqualmie är en skalbaggsart som beskrevs av Miller 1965. Crenitis snoqualmie ingår i släktet Crenitis och familjen palpbaggar. Inga underarter finns listade i Catalogue of Life.